# Monteagudo (Bolivia)

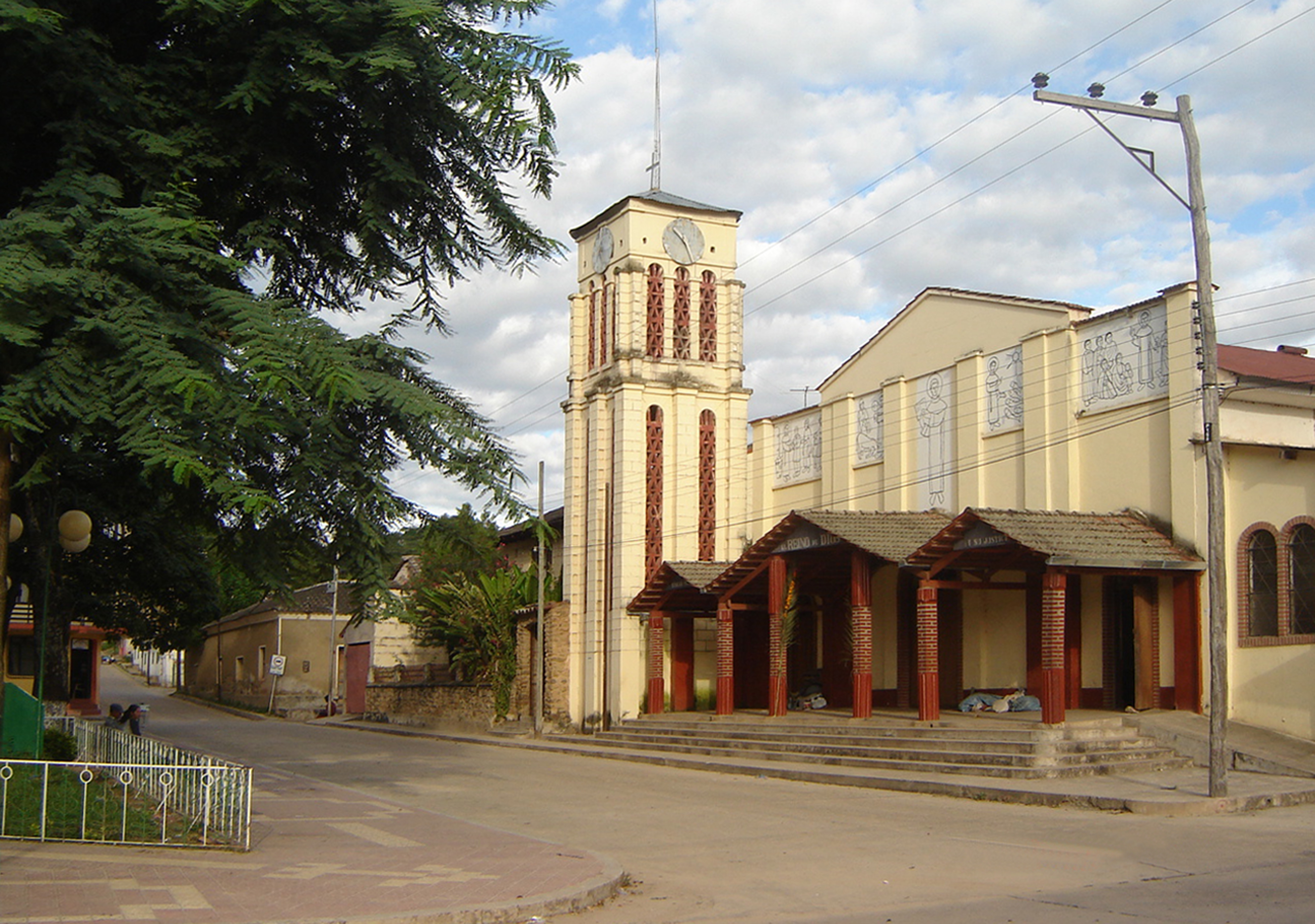
Iglesia en Monteagudo.

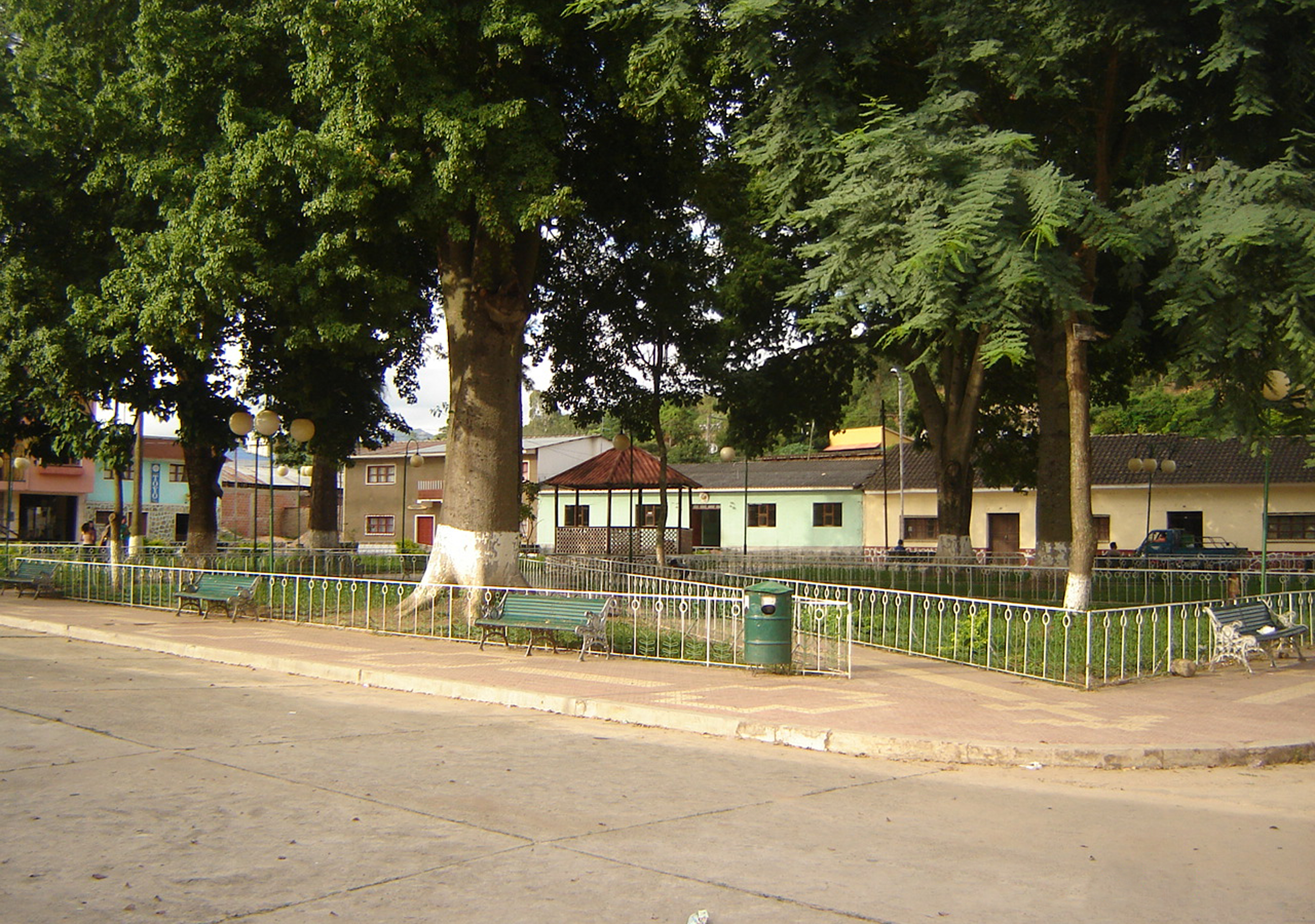
Plaza de Monteagudo.

Monteagudo es una ciudad ubicada al sudeste de Bolivia, la capital de la provincia de Hernando Siles y la segunda ciudad más importante del departamento de Chuquisaca. El municipio tiene una superficie de 3288,01 km², y cuenta con una población de 24 303 habitantes (según el Censo INE 2012).
Recibe su nombre de Bernardo de Monteagudo Cáceres (1789–1825) quien tomó parte en la revolución de Chuquisaca del 25 de mayo de 1809.

## Geografía
Monteagudo es la capital de la provincia de Hernando Siles en el departamento de Chuquisaca. Está situado en la confluencia del río Sauces con el río Bañado, rodeado de sierras montañosas que van en dirección norte-sur abundantemente cubiertas de vegetación. Presenta un paisaje de serranías estrechas paralelas, con declives suaves a pronunciados. Las serranías altas no pasan los 2600 m s. n. m., en tanto que la base de las serranías bordea los 900 m s. n. m. Los principales ríos que atraviesan el municipio son el río Azero, Parapetí, Armado, Piraí, Piraicito y Bañado.

## Clima
Monteagudo está situado en el Chaco húmedo de Bolivia. Los meses de julio a septiembre se caracterizan por una particular estación seca, mientras que de diciembre a abril pueden acarrear fuertes aguaceros.
Monteagudo goza de un clima cálido, especialmente en los meses de noviembre, diciembre y enero, donde las temperaturas alcanzan los 38 a 40 °C durante el día, pero en las noches, la temperatura desciende a números bastante confortables. 

## Demografía
De acuerdo con el censo boliviano de 2024, la población del municipio de Monteagudo es de 8 971 habitantes.
La población del municipio disminuyó ligeramente entre 1992 y 2024:
| Año  | Habitantes (municipio) | Habitantes (localidad) | Fuente | Ref.  |
| ---- | ---------------------- | ---------------------- | ------ | ----- |
| 1900 | -                      | -                      | Censo  | [ 4 ] |
| 1950 | 8 501                  | 963                    | Censo  | [ 5 ] |
| 1976 | 21 508                 | 3 678                  | Censo  | [ 6 ] |
| 1992 | 25 240                 | 5 130                  | Censo  | [ 7 ] |
| 2001 | 26 504                 | 7 285                  | Censo  | [ 8 ] |
| 2012 | 24 303                 | 9 135                  | Censo  | [ 9 ] |
| 2024 | 24 487                 |                        | Censo  | [ 3 ] |

El castellano se ha convertido en la lengua más hablada del municipio, con solo un muy reducido número de personas que hablan guaraní, identificándose cuatro comunidades consideradas pueblos indígenas que son: Cañadillas, Casapa, Ñaurenda e Itapenti.

## Economía
La estructura económica del municipio se caracteriza por el uso del suelo para la producción agrícola (maíz, maní, ají, papa, cítricos), ganadería bovina y porcina. La agricultura y ganadería varían en intensidad y nivel tecnológico de acuerdo a la posición geográfica y la vinculación caminera que tengan, principalmente hacia los mercados de consumo. El destino de la producción agrícola es el consumo familiar, mientras que los excedentes son comercializados en los principales mercados de las ciudades de Sucre, Santa Cruz de la Sierra, Tarija y Villamontes.
Los pobladores también realizan la explotación forestal, siendo las principales especies en la zona el cedro, cedrillo, quina, nogal, quebracho, colorado, timboy, tep, mistol, sevil, tusca, algarrobo y otros recursos forestales que son de alto valor económico.

## Infraestructura
La ciudad de Monteagudo cuenta con una terminal donde recibe el servicio de transporte (buses, nohas, trufis, etc.) provenientes de las ciudades de Santa Cruz, Tarija, Yacuiba, Camiri, Sucre, y poblaciones aledañas.
También posee el Aeropuerto Apiaguaiki Tumpa, con vuelos comerciales a las ciudades de Santa Cruz de la Sierra, Cochabamba y La Paz.

### Vías de acceso
Monteagudo está conectado por el oeste con la capital de Bolivia, Sucre, por la carretera Ruta 6. Como solo alrededor de un 50 % de la ruta está pavimentado, los automóviles tardan ocho horas en recorrer los 326 km en tiempo seco, mientras que en tiempo lluvioso la duración es incalculable, debido a los derrumbes que suelen darse en varios tramos de la vía.
Por el nordeste, Monteagudo está conectado con Santa Cruz de la Sierra, la capital del vecino departamento de Santa Cruz. La no pavimentada Ruta 6 llega por el este hasta Ipati (104 km) y conecta el pueblo con la Ruta Nacional 9, que lleva en dirección norte a Santa Cruz de la Sierra por otros 255 km de carretera pavimentada. La duración de viaje en automóvil a dicho destino es de 6 horas.

## Cultura
Monteagudo es el enclave donde se fusionan las culturas guaraní y chaqueña.
En la fiesta cívica de Monteagudo el 20 de agosto se puede disfrutar de la gastronomía, la vestimenta, la música, la danza típica y la variedad de artesanías de la región. Así mismo, cada segundo sábado del mes de noviembre se celebra el Día de la Tradición Sauceña, en donde varias personas visten trajes típicos de la región de Monteagudo y en caravana marchan hasta el campo ferial de la ciudad. Esta celebración fue declarada Patrimonio Cultural Inmaterial de Bolivia el 15 de octubre de 2021 mediante ley.